# Michele Pertusi
Michele Pertusi est un chanteur d'opéra (basse) italien né à Parme le 12 janvier 1965.

## Biographie
Il a fait ses études au Conservatoire de Parme avec Mauro Uberti, et a décroché un diplôme supérieur de chant et de piano. Il a aussi suivi l'enseignement de Carlo Bergonzi, Arrigo Pola et Rodolfo Celetti. Il commence sa carrière le 19 décembre 1984 au théâtre communal de Modène par le rôle de Silva dans Ernani, à seulement 19 ans, après avoir remporté le concours « voci verdiane ». Rapidement il chante sur les grandes scènes italiennes (Rome, Milan, Parme, Modène...) et internationales (Paris, New York, Genève, Vienne, Berlin, Lyon, Bruxelles, Lausanne...) où il aborde les grands rôles du répertoire verdien (Falstaff entre autres, pour lequel il a obtenu un Grammy Award mais aussi Oberto conte di San bonifaccio, premier opéra du cygne de Busetto en 2005), Mozartien (Leporello, Don Alfonso, Figaro...), du bel canto avec Rossini (Alidoro, Assur, Mustafa...); Bellini (I puritani, La sonnambula...) et Donizetti (Lucia di Lamermoor et Don Pasquale entre autres). Il chante aussi le rôle de Méphisto tant dans Faust (Gounod) que dans La Damnation de Faust (Berlioz).
En 2013 à l'Opéra de Paris Bastille puis en 2014 au Metropolitan Opera de New York, il s'illustre dans le rôle de Georgio dans I puritani,.
En 2016, il aborde le rôle de Filippo II dans Don Carlo à Parme puis dans la version française Don Carlos, en 2018 à l'Opéra de Lyon. En 2017, il chante le rôle de Roger dans Jérusalem de Verdi, à nouveau à Parme. Il est également à deux reprises Don Pasquale à l'Opéra de Paris Garnier en 2018 et 2019. Sa reprise après la pandémie se fera en Padre Guardiano dans la Forza del destino à l'Opéra royal de Wallonie e 2021.

## Discographie (non exhaustive)

### Opéra
- 1987 : Rigoletto (Verdi, CD)
- 1989 : Il barbiere di Siviglia (Rossini, CD)
- 1990 : Così fan tutte (Mozart, CD)
- 1991 : Don Giovanni (Mozart, CD)
- 1992 : La Cenerentola (Rossini, CD)
- 1993 : Maometto II (Rossini, CD)
- 1994 : Il signor Bruschino (Rossini, CD) ; Semiramide (Rossini, CD) ; Don Carlos (Verdi, CD) ; Le nozze di Figaro (Mozart,CD)
- 1996 : Così fan tutte (Mozart, CD) ; Don Giovanni (Mozart, CD) ; I puritani (Bellini, CD) ; Il barbiere di Siviglia (Rossini, CD) ; La Cenerentola (Rossini, DVD)
- 1998 : Il turco in Italia (Rossini, CD)
- 2000 : Moïse et Pharaon (Rossini, CD) ; Nina (Paisiello, CD) ; Le siège de Corinthe (Rossini, CD) ; Les contes d’Hoffmann (Offenbach, CD)
- 2001 : Oberto (Verdi, CD) ; Ernani (Verdi,CD); La damnation de Faust (Berlioz, CD)
- 2003 : Thaïs (Massenet, CD)
- 2004 : I puritani (Bellini, CD) ; Falstaff (Verdi, CD)
- 2006 : Le nozze di Figaro (Mozart, CD)
- 2007 : Torvaldo e Dorliska (Rossini, CD/DVD enregistré au Rossini Opéra Festival 2006)
- 2008 : La gazza ladra (Rossini, DVD, enregistré au Rossini Opéra Festival 2007)
- 2010 : La Sonnambula (Bellini, DVD, enregistré au Metropolitan Opéra le 21 mars 2009)
- 2011 : Le comte Ory (Rossini, DVD, enregistré au Metropolitan Opéra en mars 2011)
- 2016 : Don Carlo (Verdi, CD et DVD. Version en 4 actes enregistré au Teatro Regio de Parme)

### Récitals
- 1988 : Concert gala opera (CD)
- 1993 : Masters of the Opera (CD) ; Di tanti palpiti (CD)
- 1995 : Jungen stimmen der oper (CD)
- 1996 : Gala opera concert (CD)
- 1997 : Airs pour basse (CD) ; Récital Rossini (CD)
- 1998 : Serenata (CD); Malia (CD) ; Christmas in the world (CD)
- 1999 : Arie da camara (CD)
- 2000 : The best of Verdi (CD) ; Verdi opera hightlights (CD)
- 2003 : Mozart opera highlights (CD)
- 2005 : Live recital (CD)

### Musique sacrée
- 1995 : Petite messe solennelle (Rossini, CD)
- 1998 : Cantates sacrées (Rossini, CD)
- 2003 : Stabat Mater (Rossini, CD) ; Sacred works (Verdi, CD)